# Рябікін Борис Олександрович
Борис Олександрович Рябікін (19 серпня 1925, Росія — 13 жовтня 2000, Одеса) — український радянський режисер музичних театрів. Заслужений діяч мистецтв Казахстану і РРФСР. Працював головним режисером Київського театру оперети (1961—1970, 1990—1991), головним режисером Одеського оперного театру (1996—2000).

## Життєпис

Могила Бориса Рябікіна, Байкове кладовище

Борис Рябікін розпочав режисерську освіту у 1946 в ГІТІСі на оперно-режисерському факультеті (керівник Л. В. Баратов), продовжив навчання на факультеті оперної режисури Ленінградської консерваторії, потім на режисерському факультеті Харківського театрального інституту.
Після здобуття освіти працював у музичних театрах Самари, Києва, Севастополя, Одеси, Алма-Ати. Поставив понад 150 спектаклів.
1958—1961 — головний режисер Севастопольського драматичного театру.
1961—1970, 1990—1991 — головний режисер Київського театру оперети.
1970—1977 і 1992—1996 — головний режисер Самарського академічного театру опери і балету.
1978 — головний режисер Алма-Атинського театру опери і балету.
1996—2000 — головний режисер Одеського оперного театру.
Помер на 76-му році життя 13 жовтня 2000 року. Після його смерті Одеський оперний театр довгих 13 років залишався без головного режисера. Похований в Києві, на Байковому кладовищі (ділянка № 49а, 50°25′1.18″ пн. ш. 30°30′5.78″ сх. д. / 50.4169944° пн. ш. 30.5016056° сх. д.).

## Режисерські роботи
- «Похідний марш, або за годину до світанку» О. Галича (1958, Севастопольський драмтеатр)[6]
- «На світанку» О. Сандлера (1965, 1966)
- «Біла акація» І. Дунаєвського (1966)
- «Дон Паскуале» Г. Доніцетті (1970)
- «Дон Жуан» В. Моцарта (1970)
- «Брати Ульянови» Ю. Мейтуса (1971)
- «Гроза» В. Пушкова (1972)
- «Аїда» Дж. Верді (1974)
- «Князь Ігор» О. Бородіна (1972 і 1985)
- «А в серці світить Русь» за творами Г. Свиридова (1992)
- «Черевички» П. Чайковського (1993)
- «Гамлет» С. Слонімського (1993)
- «Сервілія» М. Римського-Корсакова (1994)
- «Маріца» І. Кальмана (Одеський театр музкомедії)
- «Принцеса цирку» І. Кальмана (Одеський театр музкомедії)
- «Мадам Баттерфляй» Дж. Пуччіні (Одеський театр опери і балету)